# 2000-es amatőr ökölvívó-Európa-bajnokság
A 33. amatőr ökölvívó-Európa-bajnokság
- Helyszín: Tampere, Finnország.
- Időpont: 2000. május 13-21.
- 12 versenyszámban avattak bajnokot.
- A küzdelmek egyenes kieséses rendszerben zajlanak és mindkét elődöntő vesztese bronzérmet kap.

## Érmesek
- Erdei Zsolt aranyérmet szerzett középsúlyban.
- Farkas György  bronzérmet szerzett harmatsúlyban.
- Garai Emil  bronzérmet szerzett nehézsúlyban.
- Kótai Mihály  bronzérmet szerzett váltósúlyban.
- Lakatos Pál  bronzérmet szerzett papírsúlyban.

| 2000. évi amatőr ökölvívó-Európa-bajnokság érmesei |                                  |                                  |                                                               |
| Versenyszám                                        | Arany                            | Ezüst                            | Bronz                                                         |
| Szupernehézsúly                                    | Alekszej Lezin (Oroszország)     | Paolo Vidoz (Olaszország)        | Cengiz Koc (Németország) Bagrat Ohanján (Örményország)        |
| Nehézsúly                                          | Jackson Chanet (Franciaország)   | Szultan Ibragimov (Oroszország)  | Garai Emil (Magyarország) Andreas Gustavsson Svédország       |
| Félnehézsúly                                       | Alekszandr Lebzjak (Oroszország) | Claudiu Rasko (Románia)          | Milorad Gajović (Jugoszlávia) Ali Ismailov (Azerbajdzsán)     |
| Középsúly                                          | Erdei Zsolt (Magyarország)       | Stjepan Božić (Horvátország)     | Jani Rauhala (Finnország) Alekszandr Zubricsin (Ukrajna)      |
| Nagyváltósúly                                      | Adnan Catic (Németország)        | Andrij Misin (Oroszország)       | Dimitri Usagin (Bulgária) Nikola Sjekloća (Jugoszlávia)       |
| Váltósúly                                          | Bülent Ülüsoy (Törökország)      | Valerij Brascsnyik (Ukrajna)     | Dariusz Jaseiavicius (Litvánia) Kótai Mihály (Magyarország)   |
| Kisváltósúly                                       | Alekszej Leonov (Oroszország)    | Dimitar Siljanov (Bulgária)      | Nurhan Süleymanoglu (Törökország) Willy Blain (Franciaország) |
| Könnyűsúly                                         | Alekszandr Maletin (Oroszország) | Filip Palić (Horvátország)       | Selim Paliani (Törökország) Norman Schuster (Németország)     |
| Pehelysúly                                         | Ramaz Paliani (Törökország)      | Borisz Georgijev (Bulgária)      | Alekszej Vorobijev (Fehéroroszország Falk Huste (Németország) |
| Harmatsúly                                         | Agasi Agagüloglu (Törökország)   | Raimkul Malakbekov (Oroszország) | Aram Ramazian (Örményország) Farkas György (Magyarország)     |
| Légsúly                                            | Vlagyimir Szidorenko (Ukrajna)   | Bogdan Dobrescu (Románia)        | Sevdalin Marinov (Bulgária) Juho Tolppola (Finnország)        |
| Papírsúly                                          | Valerij Szidorenko (Ukrajna)     | Szergej Kazakov (Oroszország)    | Lakatos Pál (Magyarország) Marian Velicu (Románia)            |